# Noues de Sienne
Noues de Sienne  è un comune francese di nuova costituzione in Normandia, dipartimento del Calvados, arrondissement di Vire. Il 1º gennaio 2017 è stato creato accorpando i comuni di Champ-du-Boult, Le Gast, Courson, Fontenermont, Mesnil-Clinchamps, Le Mesnil-Caussois, Le Mesnil-Benoist, Saint-Manvieu-Bocage, Saint-Sever-Calvados e Sept-Frères che ne sono diventati comuni delegati.